# Datu Montawal
Datu Montawal é um município de  quinta classe de renda municipal (d) na província Maguindanao do Sul, nas Filipinas. De acordo com o censo de 1 de maio  de  2020 possui uma população de 37 314 pessoas e 6 019 domicílios.